# Município de Milford (condado de Defiance, Ohio)
O município de Milford (em inglês: Milford Township) é um município localizado no condado de Defiance no estado estadounidense de Ohio. No ano de 2010 tinha uma população de 1.081 habitantes e uma densidade populacional de 11,78 pessoas por km².

## Geografia
O município de Milford encontra-se localizado nas coordenadas 41° 23′ 27″ N, 84° 44′ 24″ O. Segundo a Departamento do Censo dos Estados Unidos, o município tem uma superfície total de 91.78 km², da qual 91,64 km² correspondem a terra firme e (0,15 %) 0,14 km² é água.

## Demografia
Segundo o censo de 2010, tinha 1.081 habitantes residindo no município de Milford. A densidade populacional era de 11,78 hab./km². Dos 1.081 habitantes, o município de Milford estava composto pelo 96,48 % brancos, o 0,46 % eram afroamericanos, o 0,65 % eram amerindios, o 1,67 % eram de outras raças e o 0,74 % eram de uma mistura de raças. Do total da população o 2,41 % eram hispanos ou latinos de qualquer raça.